# Miletus leucocyon
Miletus leucocyon är en fjärilsart som beskrevs av Lambertus Johannes Toxopeus 1940. Miletus leucocyon ingår i släktet Miletus och familjen juvelvingar. Inga underarter finns listade i Catalogue of Life.